# Sail Loft (Stornoway)

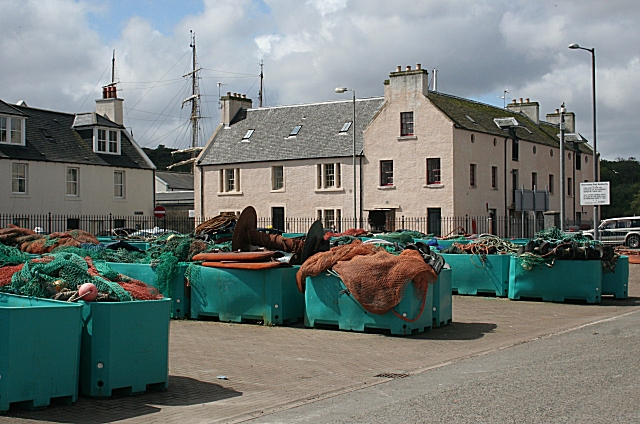
Das Sail Loft rechts im Bild

Das Sail Loft ist ein Hafengebäude in der Stadt Stornoway auf der schottischen Hebrideninsel Lewis. 1971 wurde das Bauwerk in die schottischen Denkmallisten in der höchsten Kategorie A aufgenommen.

## Beschreibung
Das Gebäude befindet sich in der Quay Street im Hafen von Stornoway. Obschon die architektonischen Merkmale eher eine Entstehung zu Beginn des 19. Jahrhunderts nahelegen, wurde das Gebäude erst zwischen 1830 und 1835 zur Verwendung für die Fischerei errichtet. Wahrscheinlich entstand es nicht einer Bauphase und der westliche Teil wurde bis spätestens 1850 hinzugefügt. Das dreistöckige Bauwerk weist nach Norden. Ebenerdig befinden sich zwei Eingangstüren; eine weitere im ersten Obergeschoss ist über eine Außentreppe zugänglich. Ebenerdig sind zwei, im ersten Obergeschoss sechs Fenster angeordnet. Das zweite Stockwerk wird durch runde Fenster entlang der Vorderfront erhellt. Ein weiteres Fenster befindet sich an der östlichen Giebelseite, wo in den unteren Stockwerken auch drei weitere Fenster und eine Eingangstür zu finden sind. Die Fassaden sind mit Harl verputzt. Das Gebäude schließt mit einem schiefergedeckten Satteldach ab.
Im Osten grenzt rechtwinklig ein weiteres Gebäude an. Im 18. Jahrhundert waren dort in einem Vorgängerbau die Zollbehörden untergebracht. 1822 wurde es umgebaut und beherbergte zunächst einen fischverarbeitenden Betrieb und dann bis in die 1970er Jahre das Commercial Hotel. Auf dem zweistöckigen Gebäude sitzt ein Satteldach mit drei Dachfenstern.